# Ковалёвка (Павлодарская область)
Ковалёвка (каз. Ковалёвка) — село в Успенском районе Павлодарской области Казахстана. Село является административным центром Ковалёвского сельского округа. Расположено в 35 км к северо-востоку от Успенки, в 125 км к северо-востоку от Павлодара. Код КАТО — 556437100.

## История
Селение Ковалёвское было основано в 1909 году крестьянами-переселенцами на урочище Уйнак. Было названа по фамилии первого переселенца Ковалёва, которая образована от названия профессии: «коваль» по-украински означает «кузнец». Помощь в устройстве жилищ и быта крестьянам-украинцам оказали Акпан Бокучев и другие местные жители-казахи, научив строить тёплые, надежные пластовые жилища, подходящие для холодного климата.
В 1929 году в селе был организован колхоз «Новая нива». В 1931 году произошло укрупнение колхоза, в его состав влились колхозы, расположенные в сёлах Придорожное и Свободное. В 1934 году эти 3 колхоза вновь стали самостоятельными, и колхоз стал носить имя Косарева. В 1938 году ему вновь было присвоено прежнее название «Новая нива». В эти годы на колхозных полях появились первые тракторы СТЗ и ХТЗ, посевные площади составляли около 2000 га, поголовье крупного рогатого скота не превышало 120 голов.
В 1950 году колхозы «Новая нива», имени XVII партсъезда и имени Петровского влились в колхоз имени Панфилова, образованный во время Великой Отечественной войны. В 1950-е годы в село начали прибывать первоцелинники. В 1958 году посевная площадь колхоза составляла 21 тысяч га. В марте 1973 года в колхоз имени Панфилова влился колхоз «Путь к коммунизму».

## Население
В 1985 году в Ковалёвке жили 1185 человек. В 1999 году население села составляло 1158 человек (580 мужчин и 578 женщин). По данным переписи 2009 года, в селе проживало 538 человек (276 мужчин и 262 женщины).